# Paolo Taviani
Paolo Taviani (San Miniato, 8 de novembro de 1931 – Cagliari, 29 de fevereiro de 2024) foi um diretor, produtor, roteirista e ator italiano.